# Belmont (Australie-Occidentale)
Pour les articles homonymes, voir Belmont.
Belmont (5 078 habitants) est une ville près de Perth en Australie-Occidentale situé à 7 km du centre-ville sur la rive sud de la Swan River. 